# Ширхольц, Нейт
Натан Джон «Нейт» Ширхольц (англ. Nathan John «Nate» Schierholtz; 15 февраля, 1984, Рино, Невада) — американский бейсболист, райтфилдер. Выступал в Главной лиге бейсбола за клубы «Сан-Франциско Джайентс» (2007—2012), «Филадельфия Филлис» (2012), «Чикаго Кабс» (2013—2014) и «Вашингтон Нэшионалс» (2014), а также в Японской бейсбольной лиге за клуб «Хиросима Тойо Карп» (2015). Победитель Мировой серии 2010 в составе «Сан-Франциско Джайентс». Олимпийский призёр 2008 года.
После выпуска из колледжа Шабо на драфте 2003 года был выбран во втором раунде «Джайентс». В МЛБ начал выступать в 2007 году, имея процент отбивания более 30. В сезоне 2008 продолжил выступление в низших, пока не был возвращён в ростер в сентябре. В августе в составе сборной США взял золото на Олимпиаде в Пекине. Сезон 2009 полностью провёл в составе «Джайентс», проведя более 100 игр и став игроком старта. Место на поле стал уступать в конце сезона 2010. В том году вместе с клубом в мировой серии победил клуб «Техас Рейнджерс», завоевав первый за 56 лет для клуба титул. В сезоне 2011 вернул место в старте, пока из-за перелома ноги в августе не выбыл из строя. Поэтому когда в следующем сезоне Ширхольц перестал быть постоянным игроком основы, в июле игрок заявил, что менеджер клуба Брюс Бочи не видит в райтфилдере игрока старта. Вскоре после этого он был обменян в «Филадельфия Филлис», с которым закончил сезон. «Джайентс» выиграли мировую серию 2012 и подарили перстень Мировой серии игроку за его более ранний вклад.
В 2013 году подписал контракт с «Чикаго Кабс» и получил наибольшее игровое время за сезон в карьере, выбив рекордный за карьеру 21 хоум-ран. В следующем сезоне имел процент отбивания 19,2 и был освобождён в середине сезона. Подписал контракт с «Вашингтон Нэшионалс» и вышел с ними в дивизионную серию, где проиграл своей бывшей команде. Весной 2015 года хотел присоединиться к «Рейнджерс», но отказался из-за понижения клуба в низшие лиги, поэтому провёл сезон в Японии, выступая за клуб «Хиросима Тойо Карп». В 2016 году подписал контракт с клубом «Детройт Тайгерс» и провёл несколько игр в низших лигах, прежде чем был отпущен в мае. Позже, в том же сезоне, не прошёл тест на допинг, в результате чего был дисквалифицирован МЛБ на 80 игр.

## Ранние годы
Родился 15 февраля 1984 года в Рино, Невада в семье Ваи и Карен Ширхольцев. Имеет двух младших братьев Каинана и Ваи-младшего, а также младшую сестру Софию. Посещал старшую школу Сан-Рамон-Вэлли в Данвилле, Калифорния; в ней же обучался будущий соклубник Нейта Рэнди Уинн. В школе был капитаном бейсбольной команды.

## Карьера в колледже
По окончании школы поступил в общественный колледж Шабо в Хейварде, Калифорния. Проучился всего один год. В бейсбольной команде выступал на позиции игрока третьей базы, по итогам единственного сезона был выбран во всеамериканскую команду.

## Профессиональная карьера

### Драфт и низшие лиги
Был выбран «Сан-Франциско Джайентс» во втором раунде драфта 2003 года под 63-м номером. Начал карьеру в низших лигах как игрок третьей базы клуба «Аризона Лиг Джайентс», где имел процент отбивания 40,0 в 11 играх, прежде чем был переведён в клуб Северо-Западной лиги класса А «Салем-Кайзер Вулканос». В 35 играх отбивал 30,6, 38 хитов, три хоум-рана и сделал 29 runs batten in (RBI). Сезон 2004 начал с клубом Южной Атлантической лиги класса А «Хейгерстаун Санз», получив вызов на матч всех звёзд этой лиги. Провёл за команду 58 игр, в которых имел процент отбивания 29,6 и сделал 53 RBI, при этом был лидером в лиге по хоум-ранам (15) и экстра-бейс хитам (37), прежде чем был переведён в клуб Калифорнийской лиги А класса «Сан-Хосе Джайентс». В «Джайентс», продолжая в основном выходить на позиции третьего бейсмента, начал играть в аутфилде. В 62 играх отбивал 29,5, сделал 31 RBI и отбил три хоум-рана, а также был вторым в команде по триплам (9). Всего в 2004 отбил 18 хоум-ранов и сделал 84 RBI, став по данным показателям соответственно третьим и вторым лучшим перспективным игроком «Сан-Франциско».
В 2005 году окончательно был переведён на позицию райтфилдера. В 128 играх имел процент отбивания 31,9 (пятый результат в лиге), отбил 160 хитов (пятый вместе с Клэем Тимпнером и Сетом Смитом), из которых 37 даблов (восьмой с Дэнни Путнемом) и восемь триплов (третий с Владимиром Балентином и Дэнни Ричаром), выбил 15 хоум-ранов и сделал 86 RBI. В плей-офф имел процент отбивания 33,3, чем помог «Сан-Хосе» завоевать чемпионский титул.
В 2006 году был переведён в клуб Восточной лиги АА класса «Коннектикут Дефендерс». В 125 играх имел процент отбивания 27,0, отбил 127 хитов, выбил 14 хоум-ранов и сделал 54 RBI. Был лидером команды в большинстве показателей бэттера и стал шестым в лиге по триплам (7). Перед следующим сезоном был назван Baseball America восьмым самым перспективным игроком в системе «Джайентс».
В 2007 году был переведён в клуб Пасифик Кост лиги ААА класса «Фресно Гриззлис». В 109 играх отбил 137 хитов, из которых 31 дабл, выбил 16 хоум-ранов и сделал 68 RBI. Стал третьим в лиге по проценту отбивания (33,3; уступил Джовани Сото с 35,3 и Делвину Янгу с 33,7) и триплам (7 вместе со Скоттом Сиболом после Реджи Аберкомби и Джеффа Салазара). В мае менеджер «Сан-Франциско» Брюс Бочи рассматривал возможность вызова райтфилдера, когда у Дейва Робертса начались проблемы с плечом, но травма Ширхольца помешала этому.

### Сан-Франциско Джайентс

#### 2007
11 июня был вызван, чтобы заменить Дэниела Ортмейера и добавить команде вариативности в нападении. В Главной лиге бейсбола дебютировал в тот же день против «Торонто Блю Джейс», выйдя на замену в обороне. Отбил первый хит следующей ночью против Аллана Джеймса Бёрнетта в своём первом выходе на биту в матче против «Торонто». 23 июня, в игре на AT&T-парк против «Нью-Йорк Янкис» отбил блуп сингл в аутфилд против Скотта Проктора внизу 13-го иннинга, ставший победным для хозяев. Несмотря на процент отбивания 32,5 в 40 выходах на биту, уступил место в старте Ричу Эрилие, вернувшемуся из списка больных; вернулся в старт в сентябре. Всего за сезон провёл 39 игр, в которых 112 раз вышел на биту, имел процент отбивания 30,4, отбил 34 хита, из которых пять даблов и три трипла, сделал 10 RBI и заработал два уока.

#### 2008

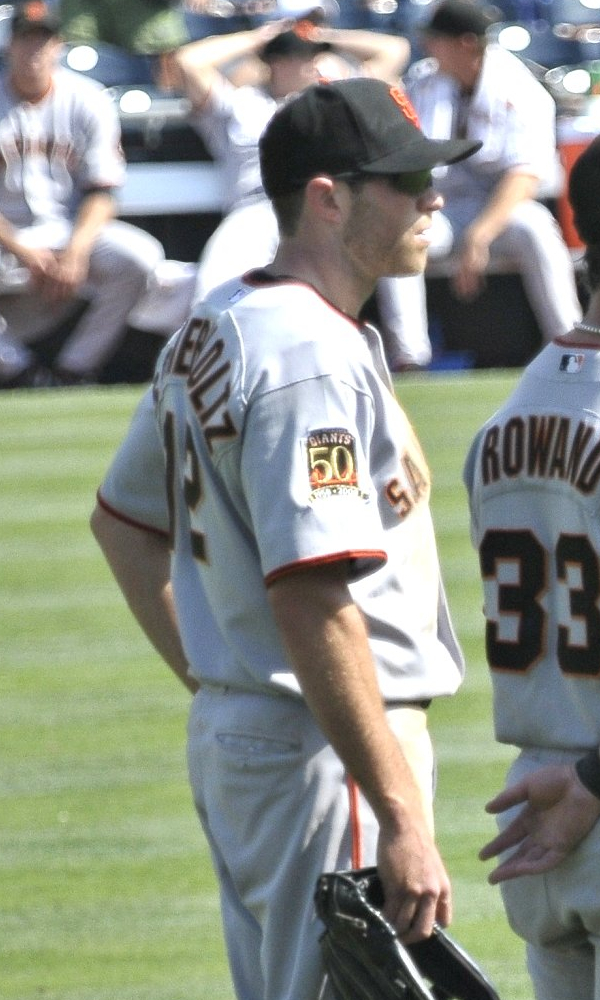
Ширхольц в 2008

Перед началом сезона Baseball America назвал Нейта четвёртым самым перспективным игроком в системе «Джайентс». Он также был вызван на весенние сборы команды, но сезон начал в «Фресно». Имел процент отбивания 31,4, выбил 15 хоум-ранов и совершил 65 ранов, прежде чем был в состав олимпийской сборной. В 6-м иннинге игры предварительного раунда против сборной Китая во время жертвенного флая столкнулся на домашней базе с запасным кэтчером соперников Янгом Янгом, что чуть не вызвало драку и привело к удалению китайского менеджера Джима Лефевра. Всего на олимпиаде отыграл девять матчей, имея процент отбивания 21,6, отбил четыре дабла, выбил хоум-ран и сделал 6 RBI, чем помог сборной взять бронзу. В сентябре вернулся в состав «Джайентс», став основным райтфилдером до конца сезона. 9 сентября в победном матче против «Колорадо Рокиз» впервые отбил 4 хита. Три дня спустя выбил первый в карьере в МЛБ хоум-ран против Джесса Чавеса в игре против «Питтсбург Пайретс». Всего в том сезоне в МЛБ провёл 19 игр, в которых 75 раз вышел на биту, имел процент отбивания 32,0, отбил 24 хита, включая восемь даблов и один трипл, выбил один хоум-ран и сделал пять RBI.

#### 2009
Сезон 2009 начал пинч-хиттером. В июне начал получать больше игрового времени, так как райтфилдер Рэнди Уинн начал выходить на позиции лефтфилдера Фреда Льюиса. 14 июня в третьем иннинге домашнего матча против «Окленд Атлетикс» выбил инсайд-парк хоум-ран против Бретта Андерсона, став четвёртым игроком в истории, сделавшим это на AT&T-парке. 28 июня в разгромной победе над «Милуоки Брюэрс» отбил четыре хита. С 28 июля по 12 августа находился в списке больных из-за ушиба бедра, который он получил во время пробежки на Тёрнер-филд. В сентябре игровое время Ширхольца опять уменьшилось из-за возвращения Уинна на правый край, чтобы освободить место слева для Эухенио Велеса и Джона Боукера. Всего за сезон провёл 116 игр, в которых 285 раз вышел на биту, имел процент отбивания 26,7, отбил 76 хитов, выбил пять хоум-ранов и сделал 29 RBI. Имел третий самый высокий процент отбивания среди пинч-хиттеров в МЛБ (37,1 после Сета Смита с 47,2 и Хидеки Матсуи 38,1).

#### 2010
Ширхольца ожидали увидеть на Opening Day «Джайентс» на позиции райтфилдера, но его вытеснил Боукер, выбивший шесть хоум-ранов на весенних сборах. Однако уже 17 апреля Нейт вернул себе место в старте. В первых 16 играх он отбивал 39,3, но в следующих 19 только 15,4. Когда в конце мая был вызван Бастер Поузи, Обри Хафф был передвинут с первой базы на райтфилд, отправив Ширхольца на банку. После обмена Бенджи Молины, Поузи сменил первую базу на позицию кетчера, но Трэвис Исикава стал выходить на позиции игрока первой базы, что также не увеличило игровое время Ширхольца. Когда 14 августа был приобретён Хосе Гийен, Нейт вновь стал пинч-хиттером и опцией замены обороны до конца года. Всего в 137 играх 227 раз вышел на биту, имел процент отбивания 24,2, отбил 55 хитов, из которых 13 даблов и три трипла, выбил три хоум-рана и сделал 17 RBI.
Получил регулярное время в постсезоне, став оборонительной заменой стартовому аутфилдеру Пэту Барреллу. Так, когда «Джайентс» вели в счёте в шестом иннинге или позже, Бочи убирал Баррелла, перемещал Коди Росса с правого аутфилда на левый и выпускал Ширхольца. Эта стратегия была направлена на обеспечение лучшей возможной защиты в аутфилде и, как следствие, обеспечение лучших возможностей удержать счёт и выиграть матч. Таким образом Нейт отыграл 11 из 15 игр плей-офф, при этом 13 раз появился на базе и сделал RBI в первой игре Мировой серии против «Техас Рейнджерс». Впервые в постсезоне вышел в старте в четвёртой игре, когда Бочи решил выпустить несколько запасных игроков. Победив в следующем матче, «Джайентс» выиграли серию, став победителями впервые с 1954 года.

#### 2011

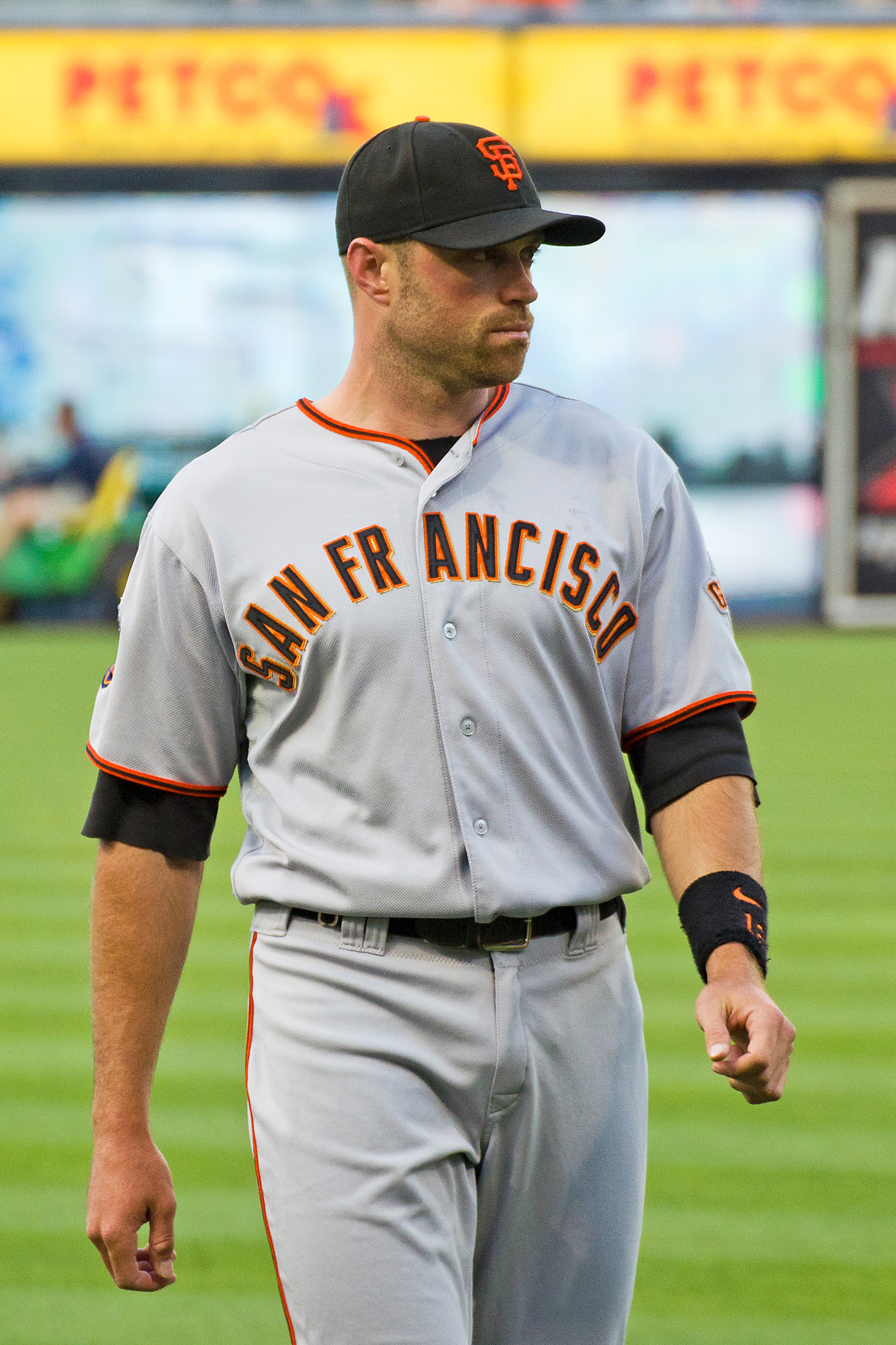
Ширхольц в 2011

18 апреля в матче против «Рокиз» на Курс-филд против Эсмила Роджерса выбил 467-футовый хоум-ран. В начале мая снова стал стартовым райтфилдером вследствие ухода Баррелла. 22 мая в 11-м иннинге матча против «Окленд» выбил завершающий хоум-ран против Гранта Бальфура. Десять дней спустя в игре против «Сент-Луис Кардиналс» отбил победный сингл в 11-м иннинге против Райана Франклина. 6 июля против «Сан-Диего Падрес» провёл первую мульти-хоум-ран игру. Внизу 14-го иннинга в той игре против Пэта Нешека выбил уок-офф, принеся победу своей команде. Два дня спустя выбил сплэш-хит хоум-ран против Роберта Аллена Дики в домашнем поражении от «Нью-Йорк Метс». Ввиду приобретения Карлоса Бельтрана 28 июля Ширхольц впервые в карьере начал выступать в левом аутфилде. 15 августа в матче против «Атланта Брэйвз», отбивая фолбол, сломал правую ногу. После этого отыграл пять матчей, но 27 августа был помещён в список больных, и, хотя ожидалось возвращение игрока, пропустил остаток сезона. За 115 игр 335 раз вышел на биту, отбив 27,8, отбил 93 хита, из которых 22 дабла, выбил 9 хоум-ранов и сделал 41 RBI. О прошедшем сезоне игрок высказался: «В этом году я смог внести свой вклад в команду. Это был положительный момент, который я могу извлечь из этого сезона.»

#### 2012
Несмотря на старт сезона на скамейке запасных, скоро Ширхольц вернулся в старт. 23 и 24 апреля, в двух играх против «Метс» подряд, отбил три хита. В первых 14 играх отбивал 37,2, но в следующих семи лишь 4,8. С началом мая Бочи заменил Нейта в старте Грегором Бланко. 18 июля в интервью Генри Шульману из San Francisco Chronicle Ширхольц рассказал, что Бочи сказал бейсболисту, что не видит в нём игрока стартового состава. Несмотря на то, что он не просил об обмене, Ширхольц сказал: «Я думаю, что то, что лучше всего подходит для команды и для меня, было бы идеальным. На самом деле я не могу принимать такие решения. Все зависит от них. Независимо от того, здесь я или нет, я собираюсь каждый день выкладываться по максимуму.» В те выходные вышел в старте против «Филадельфия Филлис», в том числе потому, что Бланко и Анхель Пахан испытывали трудности. 22 июля выбил два хоум-рана против Джо Блэнтона, причём второй перевёл игру в дополнительные иннинги («Джайентс» всё равно проиграли). В 77 играх за неполный сезон 175 раз вышел на биту, имел процент отбивания 25,1, отбил 44 хита, в том числе четыре дабла и пять триплов, выбил пять хоум-ранов и сделал 16 RBI.

### Филадельфия Филлис
31 июля, в дедлайн обменов, вместе с кэтчером Томми Джозефом и питчером Сетом Розином из низших лиг был обменян в «Филадельфия Филлис» на аутфилдера Хантера Пенса. По прибытии игрока в Филадельфию менеджер команды Чарли Мануэль сказал, что хочет дать Ширхольцу место в старте чтобы оценить его. Также игрок сменил свой игровой номер с 12 на 22. 5 августа, в дебютном матче против «Вашингтон Нэшионалс» выбил хоум-ран против Эдвина Джексона. 13 августа был внесён в список больных из-за травмы большого на правой руке в игре против «Кардиналс»; вернулся 1 сентября. 7 сентября сделал победный RBI, отбив сингл против Уилла Харриса и принеся команде победу над «Колорадо». Всего за клуб провёл 33 игры, в которых имел процент отбивания 27,3, отбил 18 хитов, включая четыре дабла, выбил хоум-ран и сделал пять RBI. В сезоне 2012 провёл 114 игр, выйдя на биту 241 раз, имел процент отбивания 25,7, отбил 62 хита, включая восемь даблов и пять триплов, выбил четыре хоум-рана и сделал 21 RBI. После сезона «Филадельфия» не продлила игрока, сделав его свободным агентом. Клуб рассматривал игрока лишь как пятого аутфилдера, в то время как Ширхольц требовал повышения зарплаты. Также, несмотря на обмен в «Филлис», Нейт получил от «Джайентс» второе кольцо Мировой серии за свой вклад в первой половине сезона.

### Чикаго Кабс
5 декабря 2012 года подписал однолетний контракт с «Чикаго Кабс» на $2,25 миллионов. Большую часть сезона 2013 провёл как стартовый райтфилдер. С 4 по 18 июня провёл 10-матчевую серию, в каждом из которых отметился хитом. 14 июня впервые в карьере в одной игре отбил два трипла, принеся тем самым команде победу над «Цинциннати Редс» в 14-м иннинге. 22 июня в игре против «Хьюстон Астрос» выбил десятый в сезоне хоум-ран, что стало рекордом для игрока. До конца июня отбивал 28,6, выбив 11 хоум-ранов, однако во второй половине сезона его процент отбивания снизился до 21,8, несмотря на 10 выбитых хоум-ранов. 24 июля в матче против «Аризона Даймондбэкс» сделал рекордные 5 RBI, включая победный дабл против Дэвида Эрнандеса в 12-м иннинге. Уже 19 августа он побил свой рекорд, сделав 6 RBI в разгромной победе над «Нэшионалс», включая два хоум-рана против Джордана Циммермана и Фернандо Абада. Всего в том сезоне сыграл 137 игр, 462 раза выйдя на биту, имел процент отбивания 25,1 и установил карьерный рекорд по хитам (116), даблам (32), хоум-ранам (21), ранам (56) и RBI (68). В защите имел процент филдинга 98,8.
17 января 2014 года подписал новое однолетнее соглашение с клубом на $5 миллионов. 3 июня в матче против «Метс» отбил завершающий сингл против Скотта Райса. Всего в том сезоне за команду провёл 99 игр, в которых отбивал 19,2 и выбил шесть хоум-ранов. 6 августа «Кабс» приняли решение отпустить игрока.

### Вашингтон Нэшионалс
18 августа Ширхольц подписал с «Вашингтон Нэшионалс» соглашение о выступлении в низших лигах и отправился в клуб Международной лиги ААА класса «Сиракьюс Чифс». 23 августа «Нэшионалс» приняли контракт игрока и включили в ростер как резервного аутфилдера. В 23 играх за клуб 40 раз вышел на биту, отбивал 22,5 и выбил хоум-ран. Всего в сезоне 2014 в 122 играх имел процент отбивания 19,5, отбил 69 хитов, выбил семь хоум-ранов и сделал 37 RBI. Вместе с клубом выиграл Восточный дивизион и вышел в плей-офф. Появился на поле во всех четырёх играх полуфинала дивизиона (где проиграл своей бывшей команде), в них выбил хит и заработал уок в четырёх появлениях на базе, а также имел процент занятия базы 100. После сезона стал свободным агентом.

### Техас Рейнджерс
6 февраля 2015 года подписал с «Техас Рейнджерс» соглашение о выступлении в низших лигах, но был отпущен 28 марта, перед началом сезона.

### Хиросима Тойо Карп
Перед началом сезона подписал однолетний контракт с японской командой «Хиросима Тойо Карп». За сезон провёл 65 матчей, в которых имел процент отбивания 25,0, выбил 10 хоум-ранов и сделал 30 RBI. «Это определенно был интересный опыт, и я многому научился. Мне нравилось жить в окружении японской культуры и изучать некоторые из их обычаев и ценностей. Болельщики очень добры к американским легионерам, и это был отличный опыт» — говорил Ширхольц об игре за «Хиросиму».

### Детройт Тайгерс
23 декабря 2015 года подписал с «Детройт Тайгерс» соглашение о выступлении в низших лигах, а в 2016 был приглашён на весенние сборы. Тем не менее сезон начал в составе клуба Международной лиги ААА класса «Толедо Мад Хенс», сыграв 31 игру, в которой имел процент отбивания 24,6, отбил 29 хитов, выбил три хоум-рана и сделал 13 RBI, прежде был отпущен 22 мая. 5 августа 2016 года был дисквалифицирован МЛБ на 80 игр из-за положительного теста на допинг.

## Личная жизнь
3 декабря 2011 года женился на Кейт Эвелэнд, выступавшей в баскетбольной команде университета Сан-Диего на позиции защитника. Младший брат Нейта, Ваи-младший, поступил в Академию ВВС США, где играл за баскетбольную команду «Эйр Форс Фалконс». Мать бейсболиста Карен живёт в Аламо, Калифорния; её дом сгорел в 2009 году, но был восстановлен.
До 2011 года был одним из немногих игроков лиги, использовавших биту без перчаток.